# Aozora Bunko
Aozora Bunko (青空文庫 Thanh Không Văn Khố), nghĩa đen là "Thư viện trời xanh" và còn được biết đến với tên "Thư viện ngoài trời", là một thư viện số tập hợp các đầu sách tiếng Nhật đã thuộc về phạm vi công cộng và được chuyển đổi thành sách điện tử. Các đầu sách của Aozora Bunko trải rộng từ mảng sách hư cấu đến phi hư cấu.
Kể từ khi thai nghén năm 1997, "Aozora Bunko" đã trở thành nơi tập hợp và xuất bản trực tuyến với số lượng đầu sách càng ngày càng lớn.  Vào năm 2006, Aozora Bunko đã chủ trương bổ sung vào chính sách của mình những điều khoản để bảo vệ danh sách các tác phẩm điện tử miễn phí đang sở hữu.

## Sự hình thành
Aozora Bunko ra đời vào năm 1997 để giúp người đọc có thể tiếp cận dễ dàng và miễn phí nguồn sách tiếng Nhật đã hết thời hạn bản quyền và không hay chưa được gia hạn thêm. Người đứng đằng sau sự ra đời của thư viện là Tomita Michio; ông có một niềm tin giản dị rằng những người có chung sở thích thì nên bắt tay với nhau. Xét trên chức năng và vai trò, Aozora Bunko tại Nhật là một dự án tương đương với Project Gutenberg.
Tài nguyên trên Aozora Bunko có thể được truy tìm thông qua thể loại, tác giả, tác phẩm. Ngoài ra còn có hướng dẫn chi tiết cách tận dụng hệ thống dữ liệu của trang web. Tất cả các thông tin hiển thị đều bằng tiếng Nhật. Người đọc tải tập tin về dưới dạng TXT, HTML hay EBK.

## Quá trình hoạt động
Aozora Bunko đã cùng nhiều đơn vị khác tiến hành phản đối các thay đổi trong Luật bản quyền của Nhật. Công dân Nhật Bản được khuyến khích gửi thư và đơn thỉnh cầu đến Bộ Văn hoá và các thành viên Quốc hội Nhật Bản.
Nhật và các quốc gia khác đã chấp hành những điều khoản về bản quyền năm 1886 của Công ước Berne. Theo đó, bản quyền tồn tại suốt thời gian tác giả còn sống cộng thêm 50 năm. Aozora Bunko đã đồng ý với chủ trương trên hơn là những thay đổi được kiến nghị cho Luật bản quyền bởi nhiều nhân vật có thế lực khác. Như vậy, việc Aozora Bunko từ một thư viện điện tử trở thành một tổ chức tuân theo chính sách công cộng là một động thái tất yếu để tránh các nguy cơ xảy đến cho các đầu sách họ đang nắm giữ. 

## Vấn đề
Aozora Bunko đã chỉ ra rằng, các điều khoản về bản quyền đã chịu ảnh hưởng từ văn bản, "The U.S.-Japan Regulatory Reform and Competition Policy Initiative." Thông qua các báo cáo thường niên, chính phủ Mỹ yêu cầu chính phủ Nhật kéo dài thời gian bản quyền được bảo hộ tại Nhật lên 70 năm sau khi tác giả mất đối với một cá nhân, và 95 năm đối với một đoàn thể. Nếu việc kéo dài thời gian bảo hộ bản quyền được thực thi, Aozora Bunko sẽ không được đăng các đầu sách nằm trong thời gian 20 năm bị kéo dài đó. Vì thế,ngày 1 tháng 1 năm 2005, Aozora Bunko đã tuyên bố phản đối việc phải tuân theo Bộ luật sửa chữa; 2 năm sau, ngày 1 tháng 1 năm 2007, họ tiến hành thu thập chữ ký thỉnh cầu.
Cùng với việc thay đổi chính phủ Nhật năm 2009, chính phủ Nhật không còn nhận những báo cáo thường niên từ chính phủ Mỹ. Aozora Bunko không có động thái gì và việc ký tên để phản đối việc kéo dài thời hạn bản quyền tạm ngưng để điều chỉnh vào tháng 10 năm 2008. Tháng 2 năm 2011, trang web của Đại sứ quán Mỹ đã đăng văn bản "UNITED STATES - JAPAN ECONOMIC HARMONIZATION INITIATIVE" và vẫn yêu cầu chính phủ Nhật kéo dài bảo hộ bản quyền đối với sở hữu trí tuệ.